# Symphlebia rufobasalis
Symphlebia rufobasalis là một loài bướm đêm thuộc phân họ Arctiinae, họ Erebidae.